# Cecil Kellaway
Cecil Kellaway (* 22. August 1890 in Kapstadt, Südafrika; † 28. Februar 1973 in Los Angeles, Kalifornien) war ein britischer Film- und Theaterschauspieler sowie Drehbuchautor.

## Leben und Karriere
Cecil Kellaway wurde als Sohn des britischen Ehepaares John Kellaway und Rebecca Annie im heutigen Südafrika geboren. Sein genaues Geburtsjahr ist strittig, zwar geben viele Quellen das Jahr 1893 an, aber 1890 gilt als wahrscheinlicher. Mehrere seiner Verwandten arbeiteten ebenfalls als Schauspieler, so waren der Oscarpreisträger Edmund Gwenn und der britische Schauspieler Arthur Chesney Kellaways Cousins. Kellaway wuchs in Südafrika und England auf und entdeckte sein Interesse zur Schauspielerei früh, allerdings sehr zur Verärgerung seiner Eltern. Er begann seine Schauspielkarriere in einer Theatertruppe und zog im Jahre 1921 nach Australien. Dort wurde er zu einem populären Charakterdarsteller beim Theater. Sein zweiter Film It Isn’t Done (1937), zu welchem er auch die Originalgeschichte schrieb, erregte die Aufmerksamkeit von RKO Pictures, welche Kellaway unter Vertrag nahmen.
Nach einigen unbedeutenderen Filmen erreichte Kellaway 1939 erste Aufmerksamkeit mit der Rolle des Mr. Earnshaw in William Wylers Literaturverfilmung Sturmhöhe. Häufig wurde Kellaway in der Rolle des etwas komischen, aber freundlichen britischen Gentlemans besetzt. 1946 wurde er im Film noir Im Netz der Leidenschaften als naiver Ehemann von Lana Turner besetzt, welcher seiner boshaften Gattin im Verlaufe des Filmes zum Opfer fällt. Seine erste von insgesamt zwei Oscar-Nominierungen als Bester Nebendarsteller erhielt Kellaway 1949 für den Spielfilm The Luck of the Irish, in welchem er neben Tyrone Power einen fröhlichen irischen Leprechaun verkörperte. Ein Jahr später spielte er die Rolle des angesehenen Sanatoriumsleiters aus Henry Kosters Komödie Mein Freund Harvey, welcher beginnt, an einen zwei Meter großen Hasen namens Harvey zu glauben.
In den 1950er-Jahren war Kellaway vor allem in Gastrollen im US-Fernsehen zu betrachten. Kellaways einzige Arbeit für den Broadway fand im Jahr 1960 statt, als er für das Musical Greenwillow zwischen März und Mai im Alvin Theatre auf der Bühne stand. 1964 spielte er einen gutmütigen Ex-Reporter im Kriminalfilm Wiegenlied für eine Leiche neben Bette Davis und Olivia de Havilland, welcher mysteriösen und obskuren Verbrechen auf die Spur kommt. Seine zweite Oscar-Nominierung als Bester Nebendarsteller bekam er für seinen Auftritt als Pfarrer in Rat mal, wer zum Essen kommt aus dem Jahr 1967. Mit einem Auftritt im Fernsehfilm Call Holme zog er sich 1972 aus dem Schauspielgeschäft zurück.
Cecil Kellaway war verheiratet und Vater von zwei Söhnen. Er starb 1973 an Arteriosklerose.

## Filmografie (Auswahl)
- 1918: Bond and Word
- 1937: It Isn’t Done
- 1939: Aufstand in Sidi Hakim (Gunga Din)
- 1939: Sturmhöhe (Wuthering Heights)
- 1939: Intermezzo (Intermezzo, a Love Story)
- 1939: Ihr seid nicht allein (We Are Not Alone)
- 1940: The House of the Seven Gables
- 1940: Orchid, der Gangsterbruder (Brother Orchid)
- 1940: Der Unsichtbare kehrt zurück (The Invisible Man Returns)
- 1940: Das Geheimnis von Malampur (The Letter)
- 1941: Sprechstunde für Liebe (Appointment for Love)
- 1941: Birth of the Blues
- 1942: Meine Frau, die Hexe (I Married a Witch)
- 1942: Liebling, zum Diktat (Take a Letter, Darling)
- 1943: Auf ewig und drei Tage (Forever and a Day)
- 1944: Der Pirat und die Dame (Frenchman’s Creek)
- 1944: Tagebuch einer Frau (Mrs. Parkington)
- 1944: Der Morgen gehört uns (And Now Tomorrow)
- 1945: Liebesbriefe (Love Letters)
- 1945: Eine Lady mit Vergangenheit (Kitty)
- 1946: Im Netz der Leidenschaften (The Postman Always Rings Twice)
- 1946: Eine Falle für die Braut (Easy to Wed)
- 1946: Mit Pinsel und Degen (Monsieur Beaucaire)
- 1947: Die Unbesiegten (Unconquered)
- 1947: Mädchen für Hollywood (Variety Girl) (Cameo)
- 1948: Johanna von Orleans (Joan of Arc)
- 1948: Jenny (Portrait of Jennie)
- 1948: The Luck of the Irish
- 1949: Seemannslos (Down to the Sea in Ships)
- 1950: Das Raubtier ist los! (The Reformer and the Redhead)
- 1950: Mein Freund Harvey (Harvey)
- 1950: Kim – Geheimdienst in Indien (Rudyard Kipling’s Kim)
- 1951: Der maskierte Kavalier (The Highwayman)
- 1953: Donner in Fern-Ost (Thunder in the East)
- 1953: Die Thronfolgerin (Young Bess)
- 1953: Panik in New York (The Beast From 20,000 Fathoms)
- 1955: Unterbrochene Melodie (Interrupted Melody)
- 1955: Das Haus am Strand (Female on the Beach)
- 1958: Der stolze Rebell (The Proud Rebel)
- 1959: Der unheimliche Zotti (The Shaggy Dog)
- 1961: Franz von Assisi (Francis of Assisi)
- 1963: Der Kardinal (The Cardinal)
- 1964: Heirate mich, Gauner! (The Confession)
- 1964: Wiegenlied für eine Leiche (Hush … Hush, Sweet Charlotte)
- 1966: Sag niemals ja (Spinout)
- 1967: Rat mal, wer zum Essen kommt (Guess Who’s Comming to Dinner)
- 1967: Die Lady und ihre Gauner (Fitzwilly)
- 1970: Getting Straight
- 1972: Call Holme (Fernsehfilm)

## Auszeichnungen
- 1948: Oscar-Nominierung, Bester Nebendarsteller für: The Luck of the Irish
- 1968: Oscar-Nominierung, Bester Nebendarsteller für: Rat mal, wer zum Essen kommt (Guess Who's Comming to Dinner)